# Olov Tällström

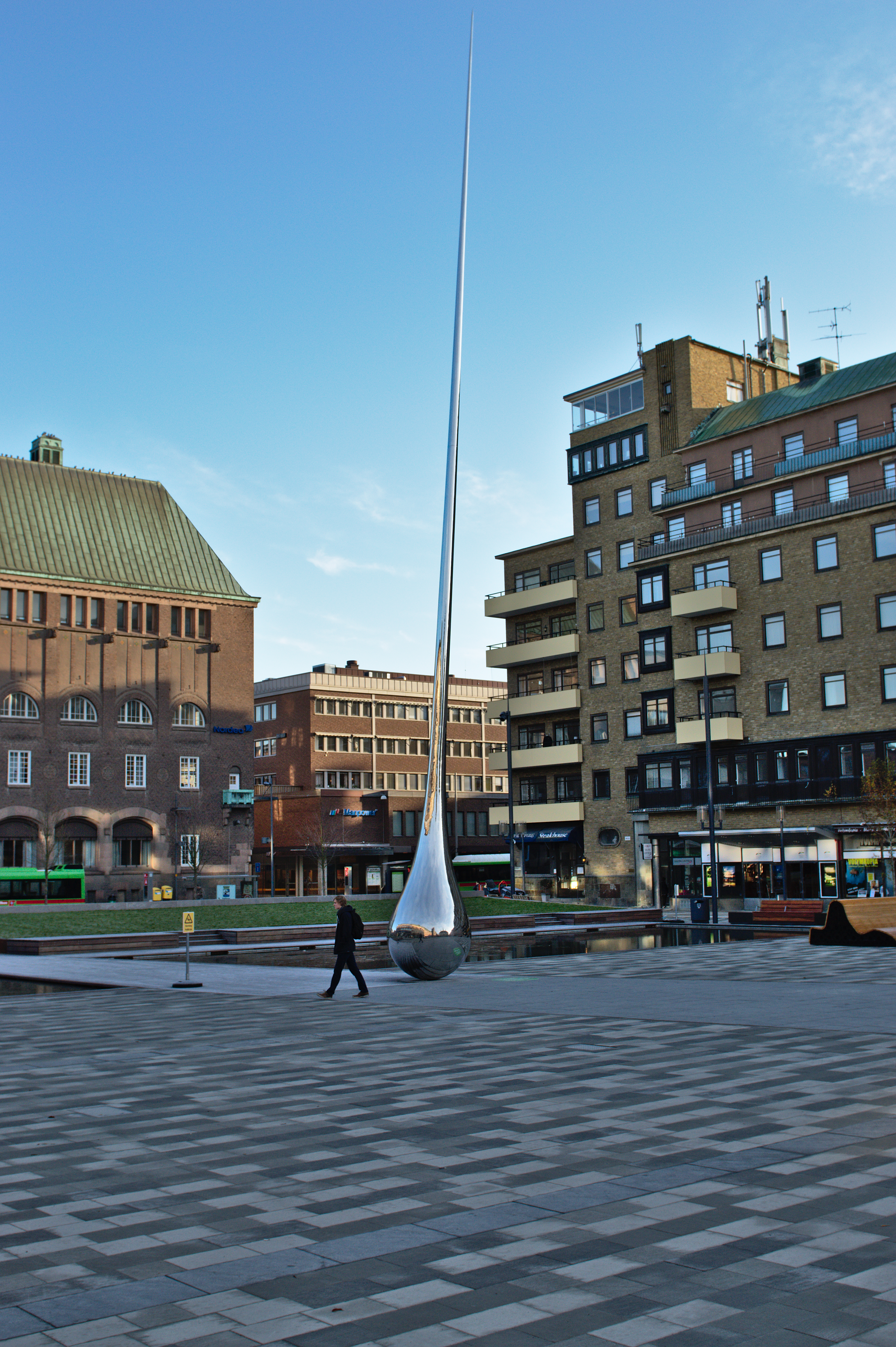
Pin Point, Fristadstorget, Eskilstuna 2014

Erik Olov Tällström, född 5 april 1958 i Norsjö i Västerbotten, är en svensk skulptör.
Olov Tällström utbildade sig 1981–83 i konstvetenskap på Stockholms universitet, 1983–87 på Konstfack i Stockholm och 1987–92 på Kungliga Konsthögskolan i Stockholm.

## Offentliga verk i urval
- Ett ljusfenomen, stolpar i en 300 meter vid ring och strålkastare, 1998,  Storarksjön i Saxälven, Konstvägen Sju Älvar,                        27 mil nordväst om Umeå
- Civilisation II, 2001, Frösunda torg i Solna
- Civilisation III, 2002, utanför Frans Schartaus gymnasium på Södermalm i Stockholm
- Den perfekte främlingen, tegel i basalt och fiberoptik med ljus, 2005, kvarteret Nöten i Solna strand i Solna
- Fighting Spirit, ett ljuskonstverk som samverkar mellan tre huskroppar. Racketcenter Linköping 2008
- Twister, ett mekaniskt och färgoptiskt verk i Västra Stenhagens Bildnings och Kulturcentrum i Uppsala 2009
- Spotlight kid, 2010, vid södra entrén till Norrlands Universitetssjukhus i Umeå
- Spotlight Kid III, 2011, Billborgsparken, Norrtälje
- Pinpoint, Fristadstorget i Eskilstuna 2014
- Vattenverk, permanent videoprojektion på vattentornet i Kristianstad 2015